# Пам'ятки історії Гребінківського району
У Гребінківському районі Полтавської області нараховується 32 пам'ятки історії.
| #   | назва                                                                                                   | адреса                                                   | роки події      | роки встановлення | автор                                     | матеріали                                        | розміри                                     | рішення                                                |
| --- | --- | -------------------------------------------------------- | --------------- | ----------------- | ----------------------------------------- | ------------------------------------------------ | ------------------------------------------- | ------------------------------------------------------ |
| 1.  | Братська могила радянських воїнів, жертв фашизму, пам'ятний знак полеглим воїнам-землякам               | м. Гребінка, вул. 50 років Жовтня, меморіальний комплекс | 1943, 1941—1945 | 1956, рек. 1990   |                                           | ск. — залізобетон, окований міддю, пост — граніт | вис. ск. — 2,0 м, пост. — 0,5 м             | 18.08.55 р. № 21, рішення Гребінківського райвиконкому |
| 2.  | Пам'ятний знак загиблим учителям і учням школи № 1, що загинули на фронтах ВВВ                          | м. Гребінка, вул. Петровського, 4                        | 1941—1945       | 1972              | Місцеві майстри                           | обеліск, гранітна крихта                         | вис. 2,5 м                                  |                                                        |
| 3.  | Пам'ятний знак загиблим робітникам вагонного депо станції Гребінка, що загинули на фронтах ВВВ          | м. Гребінка, вул. Шевченка, 1                            | 1941—1945       | 1968              | Місцеві майстри                           | обеліск — метал                                  | вис. 3,2 м                                  | –                                                      |
| 4.  | Пам'ятний знак загиблим учителям і учням школи № 3, що загинули на фронтах ВВВ                          | м. Гребінка, вул. Петровського, 102                      | 1941—1945       | 1967              | Місцеві майстри                           | обеліск — цегла оштук.                           | вис. 2,5 м                                  | –                                                      |
| 5.  | Пам'ятний знак загиблим воїнам-працівникам сільгосптехніки                                              | м. Гребінка, вул. Сільськогосподарська, 1                | 1941—1945       | 1978              | Місцеві майстри                           | стела — залізобетон                              | вис. 3,5 м                                  | –                                                      |
| 6.  | Пам'ятний знак на честь воїнів-визволителів Гребінківського району від німецько-фашистських загарбників | м. Гребінка, вул. Миру, сквер                            | 1943            | 1968              | Місцеві майстри                           | цегла оштук.                                     | вис. 2,5                                    | –                                                      |
| 7.  | Пам'ятник трудової Слави — трактор У-2                                                                  | м. Гребінка, вул. Сільськогосподарська, 1                | –               | 1976              | Місцеві майстри                           | пост. — цегла                                    | вис. пост. — 3,0 м                          | –                                                      |
| 8.  | Могила радянського воїна-кулеметника                                                                    | м. Гребінка, база № 32                                   | 1941            | 1980              | Місцеві майстри                           | обеліск — мармурова крихта                       | вис. 1,2 м                                  | –                                                      |
| 9.  | Братська могила радянських воїнів і пам'ятний знак воїнам-землякам                                      | с. Березівка, меморіальний комплекс                      | 1943, 1941—1945 | 1958              | ск. О. Супрун, А. Білостоцький            | залізобетон, цегла оштук.                        | вис. ск. — 2,3 м, пост. — 1,2 м             | –                                                      |
| 10. | Могила невідомого радянського воїна                                                                     | с. Березівка, кладовище                                  | 1943            | 1958              | Місцеві майстри                           | цегла оштук.                                     | вис. 1,7 м                                  | –                                                      |
| 11. | Братська могила радянських воїнів і пам'ятний знак воїнам-землякам                                      | с. Корніївка, меморіальний комплекс                      | 1941, 1941—1945 | 1960              | ск. О. Савельєв                           | залізобетон, цегла оштук.                        | вис. ск. — 2,5 м, пост. — 1,5 м             | –                                                      |
| 12. | Пам'ятний знак полеглим воїнам-землякам                                                                 | с. Григорівка                                            | 1941—1945       | 1959              | Місцеві майстри                           | обеліск — цегла                                  | вис. 6,2 м                                  | –                                                      |
| 13. | Братська могила радянських воїнів і пам'ятний знак воїнам-землякам                                      | с. Писарщина, меморіальний комплекс                      | 1941, 1941—1945 | 1956              | ск. Я. Рикарх. Н. Клейн                   | залізобетон, цегла оштук.                        | вис. ск. — 2,8 м, пост. — 1,8 м             | –                                                      |
| 14. | Братська могила радянських воїнів, пам'ятний знак полеглим воїнам-землякам                              | с. Стукалівка, біля школи, меморіальний комплекс         | 1943, 1941—1945 | 1957, 1971        | Харківський скульптурний комбінат         | залізобетон, цегла оштук.                        | вис. ск. — 2,5 м, пост. — 2,8 м, вис. 7,8 м | –                                                      |
| 15. | Могила невідомого солдата                                                                               | с. Стукалівка, кладовище.                                | 1941            | 1946              | Місцеві майстри                           | обеліск — метал                                  | вис. 2,1 м                                  | –                                                      |
| 16. | Братська могила радянських воїнів і пам'ятний знак полеглим воїнам-землякам                             | с. Короваї, меморіальний комплекс                        | 1943, 1941—1945 | 1958              | ск. О. Супрун, А. Білостоцький            | залізобетон, цегла оштук.                        | вис. ск. — 2,3 м, пост. — 1,3 м             | –                                                      |
| 17. | Братська могила радянських воїнів і пам'ятний знак полеглим воїнам-землякам                             | с. Кулажинці, меморіальний комплекс                      | 1943, 1941—1945 | 1957              | ск. О. Савельєв                           | залізобетон, цегла оштук.                        | вис. ск. — 2,7 м, пост. — 2,0 м             | –                                                      |
| 18. | Братська могила радянських воїнів і пам'ятний знак полеглим воїнам-землякам                             | с. Майорщина, меморіальний комплекс                      | 1943, 1941—1945 | 1957              | Київський живописно-скульптурний комбінат | залізобетон, цегла оштук.                        | вис. ск. — 2,9 м, пост. — 2,0 м             | –                                                      |
| 19. | Братська могила радянських воїнів і пам'ятний знак полеглим воїнам-землякам                             | с. Сліпорід-Іванівка, меморіальний комплекс              | 1943, 1941—1945 | 1957              | ск. Я. Рикарх. Н. Клейн                   | залізобетон, цегла оштук.                        | вис. ск. — 2,3 м, пост. — 2,0 м             | –                                                      |
| 20. | Могила Є. П. Гребінки, українського і російського письменника, поета, байкаря                           | с. Мар'янівка                                            |                 |                   |                                           |                                                  |                                             |                                                        |
| 21. | Братська могила радянських воїнів                                                                       | с. Мар'янівка, біля клубу                                | 1941            | 1957              | ск. Н. Дерегус                            | залізобетон, цегла оштук.                        | вис. ск. — 2,5 м, пост. — 2,6 м             | –                                                      |
| 22. | Братська могила радянських воїнів                                                                       | с. Олексіївка                                            | 1941            | 1956              | Харківський скульптурний комбінат         | залізобетон, цегла оштук.                        | вис. ск. — 2,2 м, пост. — 0,8 м             | –                                                      |
| 23. | Пам'ятний знак полеглим воїнам-землякам                                                                 | с. Олексіївка, центр                                     | 1941—1945       | 1971              | Місцеві майстри                           | обеліск — залізобетон                            | вис. 5,3 м                                  | –                                                      |
| 25. | Могила невідомого радянського воїна                                                                     | с. Овсюки, кладовище                                     | 1943            | 1958              | Місцеві майстри                           | обеліск — метал                                  | вис. 1,8 м                                  | –                                                      |
| 26. | Братська могила радянських воїнів і пам'ятний знак воїнам-землякам                                      | с. Овсюки, меморіальний комплекс                         | 1943, 1941—1945 | 1958              | ск. О. Супрун, А. Білостоцький            | залізобетон, цегла оштук.                        | вис. ск. — 2,3 м, пост. — 1,3 м             | –                                                      |
| 27. | Пам'ятний знак полеглим воїнам-землякам                                                                 | с. Горби                                                 | 1941—1945       | 1975              | Місцеві майстри                           | обеліск — цегла оштук.                           | вис. 3,0 м                                  | –                                                      |
| 28. | Пам'ятний знак полеглим воїнам-землякам                                                                 | с. Покровщина, кладовище                                 | 1941—1945       | 1973              | Місцеві майстри                           | обеліск — залізобетон, цегла оштук.              | вис. 4,4 м                                  | –                                                      |
| 29. | Братська могила радянських воїнів і пам'ятний знак воїнам-землякам                                      | с. Рудка, меморіальний комплекс                          | 1943, 1941—1945 | 1958              | ск. О. Супрун, А. Білостоцький            | залізобетон, цегла оштук.                        | вис. ск. — 2,3 м, пост. — 1,3 м             | –                                                      |
| 30. | Братська могила радянських воїнів                                                                       | с. Олександрівка                                         | 1943            | 1955              | ск. О. Супрун, А. Білостоцький            | залізобетон, цегла оштук.                        | вис. ск. — 2,3 м, пост. — 1,3 м             | –                                                      |
| 31. | Братська могила радянських воїнів і пам'ятний знак полеглим воїнам-землякам                             | с. Перше Травня, центр, меморіальний комплекс            | 1943, 1941—1945 | 1955              | ск. О. Супрун, А. Білостоцький            | залізобетон, цегла оштук.                        | вис. ск. — 2,3 м, пост. — 1,1 м             | –                                                      |
| 32. | Братська могила радянських воїнів                                                                       | с. Перше Травня, кладовище                               | 1943            | 1957              | Місцеві майстри                           | обеліск — метал                                  | вис. 1,5 м                                  | –                                                      |
|     | |                                                          |                 |                   |                                           |                                                  |                                             |                                                        |